# Jean-Baptiste Broussier
Pour les articles homonymes, voir Broussier.
Jean-Baptiste Broussier, né le 10 mars 1766 à Ville-sur-Saulx et mort le 13 décembre 1814 à Bar-le-Duc (Meuse), est un général français de la Révolution et de l’Empire.

## Biographie

### Guerres de la Révolution
Fils de Nicolas François Broussier, et de Catherine, née Fortin, Broussier, destiné à l'état ecclésiastique, fait une partie de ses études au séminaire de Toul. Il s'enrôle, en 1791, dans le 3e bataillon de volontaires de la Meurthe, et y est nommé capitaine en septembre par les volontaires de la Meuse. Il fait ses premières armes sous Beurnonville dans les campagnes du Nord, et il est grièvement blessé à l'affaire de Vavrin en l'an II.
Nommé chef de bataillon, il rejoint l'armée de Sambre-et-Meuse où, étant chargé de la défense d'un poste important, il est atteint d'une balle à la tête.
En 1797, Broussier passe à l'armée d'Italie, où il est nommé chef de brigade au 43e régiment d'infanterie de ligne. Il se distingue lors de la prise de La Spezia, pénètre un des premiers dans le fort de Chiusa di Pletz près de Tarvis et fait prisonnier de sa main le général autrichien. Nommé chef de brigade en mars 1797 à la suite de ces actions d'éclat, il est employé à l'armée de Naples, puis chargé de diriger une expédition dans les Apennins.
Le 18 janvier 1799, il s’empare de Bénévent  en attirant dans une embuscade une troupe de 12 000 paysans qui ont fermé le défilé et en fait un grand carnage dans le lieu même où les Samnites avaient fait passer les Romains sous les fourches Caudines.
Nommé provisoirement général de brigade par Championnet le 23 janvier 1799, à Naples, il est  confirmé chef de brigade puis général de brigade le 15 février 1799. Il concourt en cette qualité à la conquête de Naples, détruit entièrement l'armée du cardinal Ruffo, soumet toute la Pouille insurgée, et s'empare avec l'aide des divisions de patriotes d'Ettore Carafa et après des assauts meurtriers, des villes de Trani et d'Andria qu'il livre aux flammes.
En 1799, le Directoire le fait traduire pour concussion devant un conseil de guerre, avec Championnet, son général en chef, mais le coup d'État du 30 prairial an VI écarte les dangers qu'il court et il est réintégré dans son grade.
De nouveau en Italie en 1800, il est à la prise du fort de Bard en mai et à Crémone le 13 juin où il défait une unité de cavalerie autrichienne. Il est nommé gouverneur de Milan de 1801 à 1803, année où il devient commandant de la garnison de Paris.

### Guerres de l'Empire

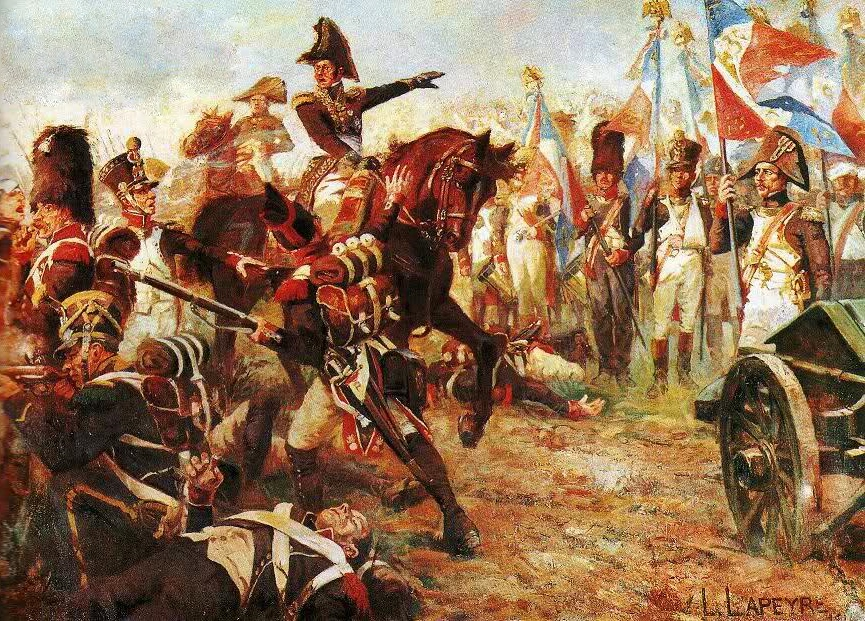
Le général Broussier et sa division à la bataille de Wagram, le 6 juillet 1809. Tableau de Lucien Lapeyre, exposé au salon de la société des artistes français de 1914.

Élevé en 1805 au grade de général de division, Jean-Baptiste Broussier devient grand officier de la Légion d'honneur le 21 juillet 1809, puis comte de l'Empire en octobre suivant. Il retourne en Lombardie cette même année et prend la tête de la 1re division de l'armée d'Italie menée par le vice-roi Eugène de Beauharnais. Sous les ordres de Macdonald, il sert à la bataille du Piave, au fort de Prewald, à Laybach, s’empare de Graz le 26 juin et participe à l’attaque frontale de la « colonne Macdonald » le 6 juillet à Wagram. Pour le spécialiste Jean-Claude Quennevat, il est « un des meilleurs lieutenants du prince Eugène en 1809 ».
Commandant la division militaire de Brescia, Broussier fait les campagnes de Russie et de Saxe dans le 4e corps du vice-roi Eugène. Il prend part aux combats d'Ostrovno, de la Moskova et de Maloïaroslavets. Aussitôt après les désastres de 1813, il prend la tête de la 3e division du corps d'observation de Mayence. Il vient s'enfermer à Strasbourg, dont l'Empereur lui a confié le commandement. Il prend, l'année suivante, celui du département de la Meuse lorsqu'il est atteint d'une apoplexie foudroyante à laquelle il succombe le 13 décembre 1814, à Bar-le-Duc.
Il est cousin avec le maréchal de camp Nicolas Broussier.
Son nom est inscrit sur l'arc de triomphe de l'Étoile, 7e colonne, côté nord.

## Règlement d'armoiries
| Image | Armoiries |
| ----- | --- |
|       | Armes du comte Broussier et de l'Empire Coupé : au 1, parti du quartier des comtes militaires et d'or, à la fasce d'azur, chargée de trois étoiles du champ et accompagnée en chef et en pointe d'une molette de sable ; au 2, de sinople, au chevron d'or, accompagné en pointe d'un lion léopardé du même. |

## Sources et références
1. 1 2  « Broussier Jean-Baptiste », dans Alfred Fierro, André Palluel-Guillard et Jean Tulard, Histoire et dictionnaire du Consulat et de l'Empire, Paris, éd. Robert Laffont, coll. « Bouquins », 1995 [détail des éditions] (ISBN 2-221-05858-5), p. 571
2. ↑  Tradition Magazine hors série No 26
3. ↑  sur LONORE
4. ↑  Jean-Claude Quennevat, Atlas de la Grande Armée, Paris-Bruxelles, Séquoia, 1966, p. 275.
5. ↑  Qui, comme Jean-Baptiste, serait également décédé d'une apoplexie dans la même ville (Bar-le-Duc), mais en 1850.
6. ↑  Source: Armorial du Premier Empire, Titres, Majorats et Armoiries Concédés par Napoléon Ier, Vicomte Albert Révérend, Comte E. Villeroy,1894, tome 1 (page 145), Paris.

- « Jean-Baptiste Broussier », dans Charles Mullié, Biographie des célébrités militaires des armées de terre et de mer de 1789 à 1850, 1852 [détail de l’édition] ;
- Archives nationales (CARAN) – Service Historique de l’Armée de Terre – Fort de Vincennes – Dossier S.H.A.T. Côte : 7 Yd 401.